# メタ・ゴールディング
メタ・ゴールディング（Meta Golding）は、アメリカ合衆国の女優。

## 出演作品
- Empire 成功の代償 シーズン5（テリ）
- ハンガー・ゲーム2（エノバリア）
- ボディ・オブ・プルーフ 死体の証言 2
- CSI:マイアミ9
- NCIS:LA 〜極秘潜入捜査班 シーズン2
- マイアミ・メディカル
- DARK BLUE/潜入捜査 シーズン2
- バーン・ノーティス 元スパイの逆襲 シーズン4
- ライ・トゥ・ミー 嘘の瞬間 シーズン2
- DARK BLUE/潜入捜査シーズン1
- クリミナル・マインド FBI行動分析課 4（ジョーダン・トッド）
- 弁護士イーライのふしぎな日常 シーズン1
- デイ・ブレイク
- Dr.HOUSE シーズン3
- 犯罪捜査官ネイビーファイルシーズン10
- CSI:科学捜査班（ティナ）
- コールドケース　シーズン1